# Bucculatrix albella
Bucculatrix albella är en fjärilsart som beskrevs av Henry Tibbats Stainton 1867. Bucculatrix albella ingår i släktet Bucculatrix och familjen kronmalar. Inga underarter finns listade i Catalogue of Life.